# マッコンキー寒天培地

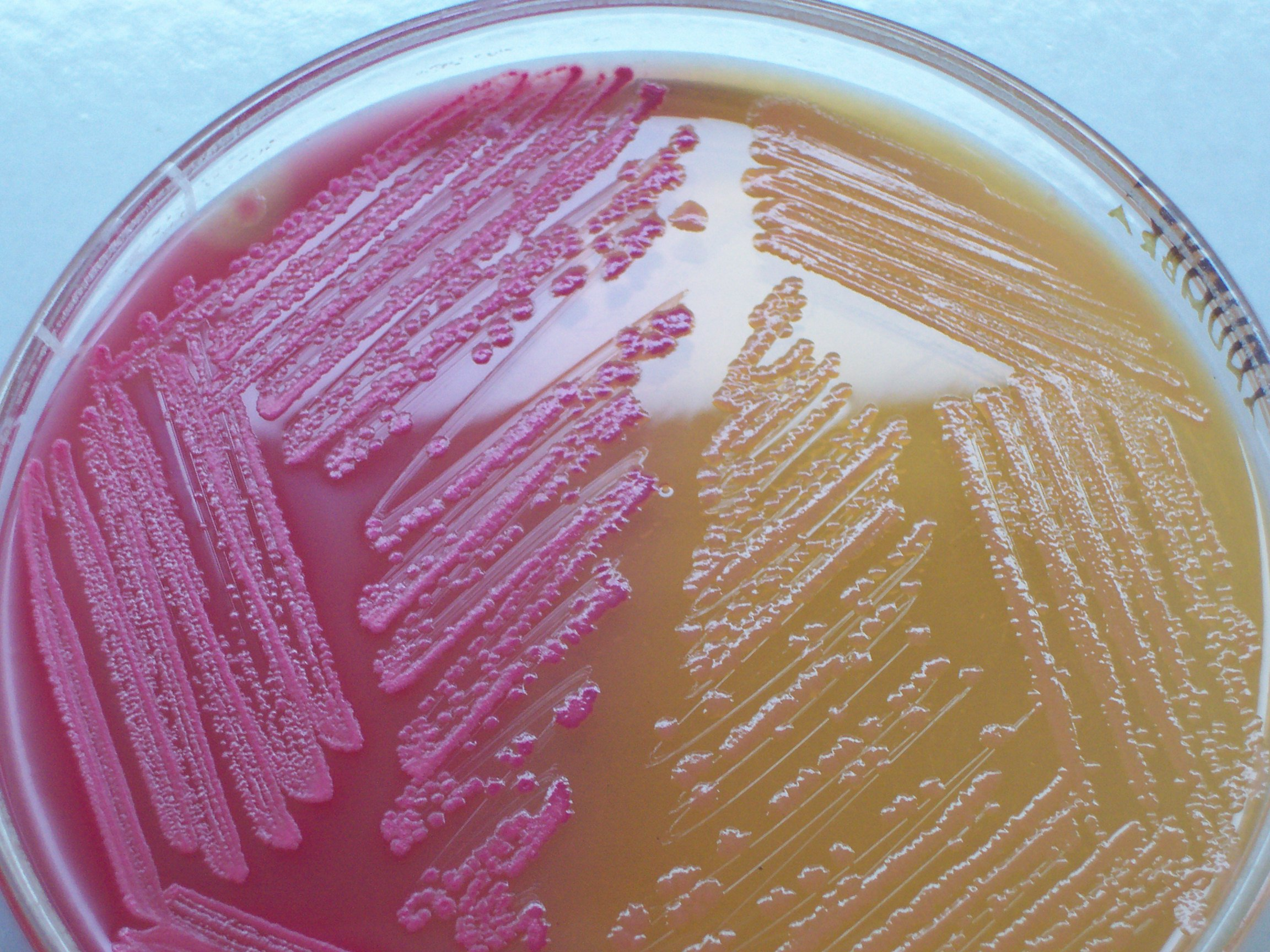
マッコンキー寒天培地上の乳糖発酵菌(左・ピンク色)と乳糖非発酵菌(右)

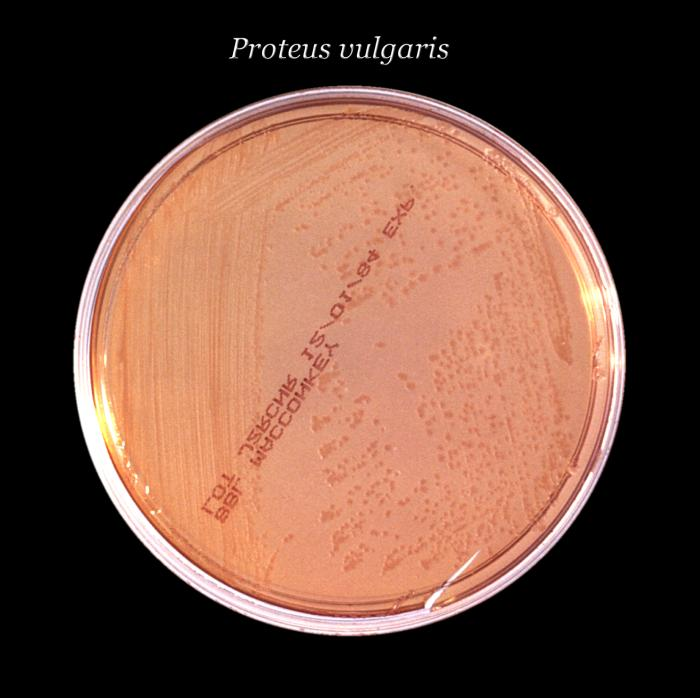
細菌培養に用いられているマッコンキー寒天培地

マッコンキー寒天培地（マッコンキーかんてんばいち、英: MacConkey(McConkey) agar ）とはグラム陰性菌の発育と乳糖発酵菌の染色を目的とした選択培地である。

## 成分
マッコンキー寒天培地には胆汁塩（エンテロコッカス属といくつかのスタフィロコッカス属の細菌を除くほとんどのグラム陽性菌を阻害する）、クリスタルバイオレット（ある種のグラム陽性菌を阻害する）、ニュートラルレッド（乳糖発酵菌を染色する）、乳糖、ペプトンが含まれる。

また、用途に応じて培地の組成には細かな違いが存在し、たとえばプロテウス属菌の分離培養を行う必要がない場合には、塩化ナトリウムの添加は必須ではない。
組成(1Lあたり):
- ペプトン – 17 g
- プロテオースペプトン – 3 g
- ラクトース – 10 g
- 胆汁酸塩 – 1.5 g
- 塩化ナトリウム – 5 g
- ニュートラルレッド – 0.03 g
- クリスタルバイオレット – 0.001 g
- 寒天 – 13.5 g
- タウロコール酸 - pHが7.1±0.2になるように調整する。

## 用途
マッコンキー寒天培地は中性赤色pH指示薬を用いることで、グラム陰性菌の中でも乳糖を発酵できるもの (Lac+) と、発酵できないもの (Lac-) を鑑別できる。
乳糖発酵が可能なグラム陰性菌(Lac+)
大腸菌、エンテロバクター属菌、クレブシエラ属菌などが該当し、培地中の乳糖を利用して酸を産生し、寒天培地のpHを6.8以下に低下させることでコロニーがピンク色を呈す。
培地に含まれる胆汁酸塩は、コロニーの周囲に沈殿し、培地を白く曇らせることがある。
乳糖発酵が不可能なグラム陰性菌 (Lac-)
サルモネラ属菌、プロテウス属菌、赤痢菌などが該当し、乳糖を発酵しないため、酸を産生せず、コロニーは正常な色（染色されない）を呈す。培地全体が黄色になることもある。
遅延性乳糖発酵菌
一部の菌、例えばセラチア属菌やシトロバクター属菌は、乳糖の発酵が遅い、または弱い場合がある。これらは独自のカテゴリーとして分類されることもある。
ムコイド型コロニー
クレブシエラ属菌やエンテロバクター属菌の一部は、非常に湿潤で粘着性のあるヌルヌルとしたムコイドコロニーを形成することがある。これは、寒天培地中の乳糖を主成分とする莢膜を産生するためと考えられている。

## 変法
ソルビトール・マッコンキー寒天培地（更なる選択物質を追加）は腸管出血性大腸菌の血清型の1つであるO157:H7（全株がソルビット非発酵性）の分離と識別に有効である。